# Llista de topònims de Vila-rodona
Llista de topònims (noms propis de lloc) del municipi de Vila-rodona, a l'Alt Camp
Informació actualitzada per un bot. Els canvis manuals es perdran quan s'actualitzi!

## cabana
| imatge | Nom                   | Ubicat a    | instància de | Detalls | coordenades                                                         | Protecció | Commons (més fotos) | Dades a WD                    |
| ------ | --------------------- | ----------- | ------------ | ------- | ------------------------------------------------------------------- | --------- | ------------------- | ----------------------------- |
|        | era d'en Ton Rius     | Vila-rodona | cabana       |         | 41° 19′ 11″ N, 1° 22′ 39″ E / 41.3196855693762°N,1.37741227596594°E |           |                     | Modifica les dades a Wikidata |
|        | pallissa de l'Estenis | Vila-rodona | cabana       |         | 41° 18′ 44″ N, 1° 19′ 59″ E / 41.3121344757902°N,1.33308771017866°E |           |                     | Modifica les dades a Wikidata |
|        | pallissa del Biel     | Vila-rodona | cabana       |         | 41° 18′ 03″ N, 1° 21′ 43″ E / 41.3009189189572°N,1.36183650855528°E |           |                     | Modifica les dades a Wikidata |
|        | pallissa del Catarí   | Vila-rodona | cabana       |         | 41° 19′ 19″ N, 1° 20′ 29″ E / 41.3218370204155°N,1.34131159106597°E |           |                     | Modifica les dades a Wikidata |
|        | pallissa del Manset   | Vila-rodona | cabana       |         | 41° 18′ 18″ N, 1° 21′ 15″ E / 41.3048883797224°N,1.3540684730484°E  |           |                     | Modifica les dades a Wikidata |
|        | pallissa del Mussol   | Vila-rodona | cabana       |         | 41° 18′ 16″ N, 1° 21′ 11″ E / 41.3045118180009°N,1.35293123486959°E |           |                     | Modifica les dades a Wikidata |
|        | pallissa del Paulino  | Vila-rodona | cabana       |         | 41° 19′ 24″ N, 1° 22′ 31″ E / 41.3232230542576°N,1.37532913584993°E |           |                     | Modifica les dades a Wikidata |
|        | pallissa del Perera   | Vila-rodona | cabana       |         | 41° 19′ 39″ N, 1° 20′ 12″ E / 41.327506320758°N,1.3365793310263°E   |           |                     | Modifica les dades a Wikidata |
|        | pallissa del Pistol   | Vila-rodona | cabana       |         | 41° 19′ 12″ N, 1° 20′ 40″ E / 41.3201327364942°N,1.34430590666497°E |           |                     | Modifica les dades a Wikidata |
|        | pallissa del Teixidor | Vila-rodona | cabana       |         | 41° 18′ 24″ N, 1° 21′ 37″ E / 41.3066453209391°N,1.36041500660924°E |           |                     | Modifica les dades a Wikidata |

## casa
| imatge | Nom                                 | Ubicat a    | instància de | Detalls                                          | coordenades                                                                 | Protecció                                  | Commons (més fotos)                  | Dades a WD                    |
| ------ | ----------------------------------- | ----------- | ------------ | ------------------------------------------------ | --------------------------------------------------------------------------- | ------------------------------------------ | ------------------------------------ | ----------------------------- |
|        | Cal Bernat                          | Vila-rodona | casa         |                                                  |                                                                             | bé cultural d'interès local                |                                      | Modifica les dades a Wikidata |
|        | Cal Calaf                           | Vilardida   | casa         |                                                  | 41° 17′ 10″ N, 1° 21′ 48″ E / 41.285994°N,1.363262°E                        | bé integrant del patrimoni cultural català | Cal Calaf (Vilardida)                | Modifica les dades a Wikidata |
|        | Cal Rata                            | Vila-rodona | casa         | Estil: modernisme català arquitectura modernista | 41° 18′ 40″ N, 1° 21′ 27″ E / 41.311°N,1.35749°E ca:Carrer de la Font, 7    | bé cultural d'interès local                | Cal Rata (Vila-rodona)               | Modifica les dades a Wikidata |
|        | habitatge al carrer Doctor Ferran 3 | Vila-rodona | casa         | Estil: arquitectura modernista                   | 41° 18′ 40″ N, 1° 21′ 31″ E / 41.31113°N,1.358535°E ca:Carrer Dr. Ferran, 3 | bé integrant del patrimoni cultural català | Habitatge al carrer Doctor Ferran, 3 | Modifica les dades a Wikidata |

## castell
| imatge | Nom                    | Ubicat a    | instància de | Detalls                                  | coordenades                                                                          | Protecció                                            | Commons (més fotos)    | Dades a WD                    |
| ------ | ---------------------- | ----------- | ------------ | ---------------------------------------- | ------------------------------------------------------------------------------------ | ---------------------------------------------------- | ---------------------- | ----------------------------- |
|        | Castell de Vilardida   | Vila-rodona | castell      | Estil: arquitectura popular 16th century | 41° 17′ 10″ N, 1° 21′ 48″ E / 41.286°N,1.36321°E ca:Turó de Vilardida 229 msnm       | bé d'interès cultural bé cultural d'interès nacional | Castell de Vilardida   | Modifica les dades a Wikidata |
|        | castell de Vila-rodona | Vila-rodona | castell      | Estil: arquitectura popular 12nd century | 41° 18′ 42″ N, 1° 21′ 38″ E / 41.3118°N,1.36059°E ca:Carretera de Can Ferré 305 msnm | bé d'interès cultural bé cultural d'interès nacional | Castell de Vila-rodona | Modifica les dades a Wikidata |

## curs d'aigua
| imatge | Nom                       | Ubicat a                             | instància de | Detalls                                                 | coordenades                                                                                              | Protecció | Commons (més fotos) | Dades a WD                    |
| ------ | ------------------------- | ------------------------------------ | ------------ | ------------------------------------------------------- | --- | --------- | ------------------- | ----------------------------- |
|        | riu Gaià                  | Conca de Barberà Alt Camp Tarragonès | curs d'aigua | Desemboca: mar Mediterrània Llarg: 59km Conca: 423.8km² | 41° 31′ 55″ N, 1° 23′ 15″ E / 41.531903°N,1.38742°E 41° 07′ 53″ N, 1° 22′ 03″ E / 41.131362°N,1.367462°E |           | Gaià River          | Modifica les dades a Wikidata |
|        | torrent de les Pinetelles | Vila-rodona                          | curs d'aigua | Desemboca: riu Gaià                                     | 41° 17′ 29″ N, 1° 21′ 48″ E / 41.291388888889°N,1.3633333333333°E 239 msnm                               |           |                     | Modifica les dades a Wikidata |

## edifici
| imatge | Nom                                              | Ubicat a    | instància de   | Detalls                                                 | coordenades                                                                       | Protecció                                  | Commons (més fotos)                              | Dades a WD                    |
| ------ | ------------------------------------------------ | ----------- | -------------- | ------------------------------------------------------- | --------------------------------------------------------------------------------- | ------------------------------------------ | ------------------------------------------------ | ----------------------------- |
|        | Casa de Cultura                                  | Vila-rodona | edifici        |                                                         | 41° 18′ 38″ N, 1° 21′ 31″ E / 41.31049°N,1.35874°E                                | bé cultural d'interès local                |                                                  | Modifica les dades a Wikidata |
|        | Celler de la Cooperativa Agrícola de Vila-rodona | Vila-rodona | edifici celler | Arquitecte: Cèsar Martinell i Brunet Estil: noucentisme | 41° 18′ 24″ N, 1° 21′ 14″ E / 41.306729°N,1.35394°E                               | bé cultural d'interès local                | Celler de la Cooperativa Agrícola de Vila-rodona | Modifica les dades a Wikidata |
|        | Celler del Sindicat Agrícola                     | Vila-rodona | edifici celler | Estil: noucentisme                                      | 41° 18′ 38″ N, 1° 21′ 28″ E / 41.310436°N,1.357735°E ca:Avinguda d’Enric Benet, 2 | bé integrant del patrimoni cultural català | Celler del Sindicat Agrícola de Vila-rodona      | Modifica les dades a Wikidata |
|        | Farga de Vila-rodona                             | Vila-rodona | edifici        |                                                         | 41° 18′ 57″ N, 1° 21′ 27″ E / 41.315867°N,1.357554°E                              | bé integrant del patrimoni cultural català | Farga de Vila-rodona                             | Modifica les dades a Wikidata |

## entitat singular de població
| imatge | Nom              | Ubicat a    | instància de                                   | Detalls  | coordenades                                                                         | Protecció | Commons (més fotos)     | Dades a WD                    |
| ------ | ---------------- | ----------- | ---------------------------------------------- | -------- | ----------------------------------------------------------------------------------- | --------- | ----------------------- | ----------------------------- |
|        | Vila-rodona      | Vila-rodona | entitat singular de població capital municipal | 1368 hab | 41° 18′ 39″ N, 1° 21′ 30″ E / 41.310861°N,1.358252°E 256 msnm                       |           |                         | Modifica les dades a Wikidata |
|        | Vilardida        | Vila-rodona | entitat singular de població                   | 8 hab    | 41° 17′ 10″ N, 1° 21′ 47″ E / 41.285978°N,1.36319°E ca:Ctra. C-51, km 25,5 234 msnm |           | Vilardida (Vila-rodona) | Modifica les dades a Wikidata |
|        | el Mas d'en Bosc | Vila-rodona | entitat singular de població                   | 3 hab    | 41° 18′ 30″ N, 1° 24′ 36″ E / 41.30841°N,1.410121°E 384 msnm                        |           | El Mas d'en Bosc        | Modifica les dades a Wikidata |

## església
| imatge | Nom                         | Ubicat a    | instància de | Detalls                         | coordenades                                                               | Protecció                                  | Commons (més fotos)         | Dades a WD                    |
| ------ | --------------------------- | ----------- | ------------ | ------------------------------- | ------------------------------------------------------------------------- | ------------------------------------------ | --------------------------- | ----------------------------- |
|        | Sant Llorenç de Vila-rodona | Vila-rodona | església     | Estil: Renaixement              | 41° 18′ 53″ N, 1° 21′ 32″ E / 41.314832°N,1.358779°E                      | bé cultural d'interès local                | Sant Llorenç de Vila-rodona | Modifica les dades a Wikidata |
|        | Santa Maria de Vila-rodona  | Vila-rodona | església     | Estil: arquitectura neoclàssica | 41° 18′ 39″ N, 1° 21′ 30″ E / 41.310837°N,1.358451°E ca:Plaça dels Arbres | bé cultural d'interès local                | Santa Maria de Vila-rodona  | Modifica les dades a Wikidata |
|        | Santa Maria de Vilardida    | Vila-rodona | església     |                                 | 41° 17′ 09″ N, 1° 21′ 48″ E / 41.285753°N,1.363439°E                      | bé integrant del patrimoni cultural català | Santa Maria de Vilardida    | Modifica les dades a Wikidata |

## estructura arquitectònica
| imatge | Nom                           | Ubicat a    | instància de              | Detalls | coordenades | Protecció | Commons (més fotos) | Dades a WD                    |
| ------ | ----------------------------- | ----------- | ------------------------- | ------- | --- | --------- | ------------------- | ----------------------------- |
|        | Molí de Dalt                  | Vila-rodona | estructura arquitectònica |         | 41° 18′ 42″ N, 1° 21′ 31″ E / 41.31167221069336°N,1.35862398147583°E ca:Carrer Doctor Ferrer, 16                          |           |                     | Modifica les dades a Wikidata |
|        | Restes de la muralla medieval | Vila-rodona | estructura arquitectònica |         | 41° 18′ 40″ N, 1° 21′ 38″ E / 41.31123733520508°N,1.36053204536438°E ca:Al costat del castell i altres indrets de la vila |           |                     | Modifica les dades a Wikidata |

## granja
| imatge | Nom                        | Ubicat a    | instància de | Detalls | coordenades                                                         | Protecció | Commons (més fotos) | Dades a WD                    |
| ------ | -------------------------- | ----------- | ------------ | ------- | ------------------------------------------------------------------- | --------- | ------------------- | ----------------------------- |
|        | Granja Soler               | Vila-rodona | granja       |         | 41° 18′ 41″ N, 1° 21′ 12″ E / 41.3112740662546°N,1.35340609122189°E |           |                     | Modifica les dades a Wikidata |
|        | Granja del Guardià         | Vila-rodona | granja       |         | 41° 17′ 47″ N, 1° 21′ 16″ E / 41.2964079366147°N,1.35437728226237°E |           |                     | Modifica les dades a Wikidata |
|        | Granja del Remediau        | Vila-rodona | granja       |         | 41° 17′ 42″ N, 1° 21′ 20″ E / 41.2951183903748°N,1.35553236000326°E |           |                     | Modifica les dades a Wikidata |
|        | Granja del Roc de la Serra | Vila-rodona | granja       |         | 41° 17′ 54″ N, 1° 21′ 20″ E / 41.2982820553008°N,1.35567980793531°E |           |                     | Modifica les dades a Wikidata |

## masia
| imatge | Nom                        | Ubicat a    | instància de | Detalls                     | coordenades                                                                 | Protecció                                  | Commons (més fotos)           | Dades a WD                    |
| ------ | -------------------------- | ----------- | ------------ | --------------------------- | --------------------------------------------------------------------------- | ------------------------------------------ | ----------------------------- | ----------------------------- |
|        | Ca l'Adroguer              | Vila-rodona | masia        |                             | 41° 18′ 08″ N, 1° 22′ 43″ E / 41.3023550519857°N,1.37865426615828°E         |                                            |                               | Modifica les dades a Wikidata |
|        | Ca l'Antoni                | Vila-rodona | masia        |                             | 41° 18′ 34″ N, 1° 24′ 46″ E / 41.309505751429°N,1.4128213600935°E           |                                            |                               | Modifica les dades a Wikidata |
|        | Cal Cameu                  | Vila-rodona | masia        |                             | 41° 17′ 19″ N, 1° 21′ 56″ E / 41.2884881286173°N,1.36558684980323°E         |                                            |                               | Modifica les dades a Wikidata |
|        | Cal Campets                | Vila-rodona | masia        |                             | 41° 17′ 40″ N, 1° 22′ 37″ E / 41.294307714957°N,1.3769791294845°E           |                                            |                               | Modifica les dades a Wikidata |
|        | Cal Carreter               | Vila-rodona | masia        |                             | 41° 17′ 41″ N, 1° 22′ 28″ E / 41.2948121425918°N,1.37455351715261°E         |                                            |                               | Modifica les dades a Wikidata |
|        | Cal Casabona               | Vila-rodona | masia        |                             | 41° 18′ 01″ N, 1° 21′ 53″ E / 41.3002208291875°N,1.36468473750923°E         |                                            |                               | Modifica les dades a Wikidata |
|        | Cal Cirereta               | Vila-rodona | masia        |                             | 41° 18′ 50″ N, 1° 23′ 27″ E / 41.3139286434761°N,1.3907919519886°E          |                                            |                               | Modifica les dades a Wikidata |
|        | Cal Cisco                  | Vila-rodona | masia        |                             | 41° 18′ 35″ N, 1° 24′ 45″ E / 41.3096912178128°N,1.41255405147732°E         |                                            |                               | Modifica les dades a Wikidata |
|        | Cal Cortada                | Vila-rodona | masia        |                             | 41° 19′ 35″ N, 1° 21′ 56″ E / 41.3262631290655°N,1.36547941805139°E         |                                            |                               | Modifica les dades a Wikidata |
|        | Cal Fonso Quirro           | Vila-rodona | masia        |                             | 41° 18′ 39″ N, 1° 24′ 07″ E / 41.3108495690051°N,1.40188197805556°E         |                                            |                               | Modifica les dades a Wikidata |
|        | Cal Franciscot             | Vila-rodona | masia        |                             | 41° 17′ 20″ N, 1° 22′ 33″ E / 41.288888431713°N,1.3759192818113°E           |                                            |                               | Modifica les dades a Wikidata |
|        | Cal Garsa                  | Vila-rodona | masia        |                             | 41° 18′ 36″ N, 1° 24′ 05″ E / 41.310014378626°N,1.40141259545704°E          |                                            |                               | Modifica les dades a Wikidata |
|        | Cal Guàrdia                | Vila-rodona | masia        |                             | 41° 18′ 07″ N, 1° 21′ 18″ E / 41.30182417°N,1.35498056°E 243 msnm           |                                            |                               | Modifica les dades a Wikidata |
|        | Cal Joan Rosset            | Vila-rodona | masia        |                             | 41° 18′ 18″ N, 1° 24′ 46″ E / 41.3049400803533°N,1.41289626868668°E         |                                            |                               | Modifica les dades a Wikidata |
|        | Cal Llarg                  | Vila-rodona | masia        |                             | 41° 18′ 38″ N, 1° 23′ 56″ E / 41.3105647904041°N,1.39889047959521°E         |                                            |                               | Modifica les dades a Wikidata |
|        | Cal Mateu                  | Vila-rodona | masia        |                             | 41° 18′ 45″ N, 1° 23′ 49″ E / 41.312600438413°N,1.396834048142°E            |                                            |                               | Modifica les dades a Wikidata |
|        | Cal Montano                | Vila-rodona | masia        |                             | 41° 18′ 31″ N, 1° 21′ 09″ E / 41.308515191979°N,1.35259154748535°E          |                                            |                               | Modifica les dades a Wikidata |
|        | Cal Nofre                  | Vila-rodona | masia        |                             | 41° 18′ 14″ N, 1° 23′ 01″ E / 41.30400278°N,1.38350444°E 297 msnm           |                                            |                               | Modifica les dades a Wikidata |
|        | Cal Pauet de les Gallardes | Vila-rodona | masia        |                             | 41° 17′ 14″ N, 1° 22′ 42″ E / 41.287121282467°N,1.3783514384805°E           |                                            |                               | Modifica les dades a Wikidata |
|        | Cal Pere Negre             | Vila-rodona | masia        |                             | 41° 17′ 57″ N, 1° 22′ 24″ E / 41.2990540616035°N,1.37324184036521°E         |                                            |                               | Modifica les dades a Wikidata |
|        | Cal Perica                 | Vila-rodona | masia        |                             | 41° 17′ 43″ N, 1° 22′ 46″ E / 41.295241771781°N,1.3793445906222°E           |                                            |                               | Modifica les dades a Wikidata |
|        | Cal Purnet                 | Vila-rodona | masia        |                             | 41° 18′ 35″ N, 1° 23′ 44″ E / 41.3098424049726°N,1.3955274680642°E          |                                            |                               | Modifica les dades a Wikidata |
|        | Cal Roc de la Serra        | Vila-rodona | masia        |                             | 41° 17′ 56″ N, 1° 21′ 21″ E / 41.2988150003201°N,1.35578585744164°E         |                                            |                               | Modifica les dades a Wikidata |
|        | Cal Rosset                 | Vila-rodona | masia        |                             | 41° 18′ 35″ N, 1° 25′ 02″ E / 41.3098190545102°N,1.41725763806685°E         |                                            |                               | Modifica les dades a Wikidata |
|        | Cal Toldrà                 | Vila-rodona | masia        |                             | 41° 17′ 41″ N, 1° 22′ 14″ E / 41.2945916515948°N,1.37042668088275°E         |                                            |                               | Modifica les dades a Wikidata |
|        | Mas Esquers                | Vila-rodona | masia        |                             | 41° 19′ 21″ N, 1° 23′ 31″ E / 41.32243829899°N,1.3918136659612°E            |                                            |                               | Modifica les dades a Wikidata |
|        | Mas Pedrafita              | Vila-rodona | masia        |                             | 41° 18′ 58″ N, 1° 24′ 46″ E / 41.316093°N,1.412775°E ca:Ctra. TV.2444, km 4 | bé integrant del patrimoni cultural català |                               | Modifica les dades a Wikidata |
|        | Mas Serrà                  | Vila-rodona | masia        | Estil: arquitectura popular | 41° 18′ 53″ N, 1° 23′ 55″ E / 41.3147029111477°N,1.39851442279902°E         | bé integrant del patrimoni cultural català |                               | Modifica les dades a Wikidata |
|        | Mas d'en Biel              | Vila-rodona | masia        |                             | 41° 18′ 50″ N, 1° 19′ 25″ E / 41.3138608915631°N,1.32358202660395°E         |                                            |                               | Modifica les dades a Wikidata |
|        | Mas d'en Guerra            | Vila-rodona | masia        |                             | 41° 18′ 04″ N, 1° 24′ 03″ E / 41.301078°N,1.400779°E                        | bé cultural d'interès local                | Mas d'en Guerra (Vila-rodona) | Modifica les dades a Wikidata |
|        | Mas d'en Roig              | Vila-rodona | masia        |                             | 41° 18′ 56″ N, 1° 23′ 44″ E / 41.3155899210699°N,1.39558959778841°E         |                                            |                               | Modifica les dades a Wikidata |
|        | Mas d'en Vives             | Vila-rodona | masia        |                             | 41° 18′ 41″ N, 1° 20′ 57″ E / 41.3114287405986°N,1.34911352873162°E         |                                            |                               | Modifica les dades a Wikidata |
|        | Mas de Cirera              | Vila-rodona | masia        |                             | 41° 18′ 28″ N, 1° 24′ 56″ E / 41.3077058995207°N,1.41555276247355°E         |                                            |                               | Modifica les dades a Wikidata |
|        | Mas de l'Alzinet           | Vila-rodona | masia        |                             | 41° 19′ 04″ N, 1° 22′ 57″ E / 41.317802338568°N,1.3823698732498°E           |                                            |                               | Modifica les dades a Wikidata |
|        | Mas de l'Andreu            | Vila-rodona | masia        |                             | 41° 17′ 32″ N, 1° 21′ 50″ E / 41.292320958042°N,1.3638915664049°E           |                                            |                               | Modifica les dades a Wikidata |
|        | Mas de la Magina           | Vila-rodona | masia        |                             | 41° 18′ 49″ N, 1° 22′ 54″ E / 41.3136099281264°N,1.38155313900274°E         |                                            |                               | Modifica les dades a Wikidata |
|        | Mas de la Pansa            | Vila-rodona | masia        |                             | 41° 17′ 39″ N, 1° 23′ 16″ E / 41.2942241872473°N,1.38782488590673°E         |                                            |                               | Modifica les dades a Wikidata |
|        | Mas del Gran de la Viuda   | Vila-rodona | masia        |                             | 41° 18′ 30″ N, 1° 20′ 39″ E / 41.3083043287864°N,1.34417522171981°E         |                                            |                               | Modifica les dades a Wikidata |
|        | Mas del Pujolet            | Vila-rodona | masia        |                             | 41° 18′ 46″ N, 1° 24′ 19″ E / 41.312716593893°N,1.4051936200014°E           |                                            |                               | Modifica les dades a Wikidata |
|        | Masia de Pié               | Vila-rodona | masia        |                             | 41° 19′ 33″ N, 1° 23′ 00″ E / 41.325922769197°N,1.3833638689269°E           |                                            |                               | Modifica les dades a Wikidata |
|        | Masia del Gori Josepet     | Vila-rodona | masia        |                             | 41° 19′ 26″ N, 1° 20′ 26″ E / 41.3238633029856°N,1.34066277459979°E         |                                            |                               | Modifica les dades a Wikidata |
|        | Masia del Porta            | Vila-rodona | masia        |                             | 41° 18′ 03″ N, 1° 19′ 57″ E / 41.300879368222°N,1.3326229440971°E           |                                            |                               | Modifica les dades a Wikidata |
|        | Masia del Soler            | Vila-rodona | masia        |                             | 41° 19′ 09″ N, 1° 20′ 14″ E / 41.3192038067594°N,1.33735204329503°E         |                                            |                               | Modifica les dades a Wikidata |
|        | el Giró                    | Vila-rodona | masia        |                             | 41° 17′ 48″ N, 1° 20′ 06″ E / 41.2967148339427°N,1.33500921482288°E         |                                            |                               | Modifica les dades a Wikidata |
|        | la Masieta                 | Vila-rodona | masia        |                             | 41° 18′ 22″ N, 1° 23′ 23″ E / 41.306197522968°N,1.3898238647904°E           |                                            |                               | Modifica les dades a Wikidata |
|        | la Molina                  | Vila-rodona | masia        |                             | 41° 18′ 44″ N, 1° 21′ 24″ E / 41.312137°N,1.356568°E                        | bé integrant del patrimoni cultural català |                               | Modifica les dades a Wikidata |
|        | la Plana de la Magina      | Vila-rodona | masia        |                             | 41° 19′ 05″ N, 1° 19′ 31″ E / 41.3180812206831°N,1.32515843622319°E         |                                            |                               | Modifica les dades a Wikidata |
|        | la Vaqueria                | Vila-rodona | masia        |                             | 41° 17′ 14″ N, 1° 21′ 46″ E / 41.2872337201213°N,1.36288350178478°E         |                                            |                               | Modifica les dades a Wikidata |
|        | les Cases Noves            | Vila-rodona | masia        |                             | 41° 18′ 48″ N, 1° 23′ 25″ E / 41.3134535778691°N,1.39031382934712°E         |                                            |                               | Modifica les dades a Wikidata |

## molí d'aigua
| imatge | Nom                         | Ubicat a    | instància de | Detalls | coordenades                                          | Protecció                                  | Commons (més fotos) | Dades a WD                    |
| ------ | --------------------------- | ----------- | ------------ | ------- | ---------------------------------------------------- | ------------------------------------------ | ------------------- | ----------------------------- |
|        | Molí de Dalt de Vila-rodona | Vila-rodona | molí d'aigua |         | 41° 18′ 40″ N, 1° 21′ 27″ E / 41.311075°N,1.357398°E | bé integrant del patrimoni cultural català |                     | Modifica les dades a Wikidata |
|        | Molí de Vilardida           | Vila-rodona | molí d'aigua |         | 41° 16′ 44″ N, 1° 21′ 29″ E / 41.279013°N,1.358166°E | bé integrant del patrimoni cultural català |                     | Modifica les dades a Wikidata |
|        | Molí de la Serra            | Vila-rodona | molí d'aigua |         | 41° 17′ 54″ N, 1° 21′ 19″ E / 41.298436°N,1.355326°E | bé integrant del patrimoni cultural català |                     | Modifica les dades a Wikidata |

## muntanya
| imatge | Nom                | Ubicat a                | instància de | Detalls | coordenades                                                  | Protecció | Commons (més fotos) | Dades a WD                    |
| ------ | ------------------ | ----------------------- | ------------ | ------- | ------------------------------------------------------------ | --------- | ------------------- | ----------------------------- |
|        | Puigmoltó          | el Montmell Vila-rodona | muntanya     |         | 41° 18′ 33″ N, 1° 25′ 36″ E / 41.3091°N,1.42673°E 544.4 msnm |           |                     | Modifica les dades a Wikidata |
|        | Serrat de Collbeix | Vila-rodona el Montmell | muntanya     |         | 41° 17′ 52″ N, 1° 24′ 30″ E / 41.2979°N,1.40822°E 464.4 msnm |           |                     | Modifica les dades a Wikidata |
|        | el Muró            | Vila-rodona el Montmell | muntanya     |         | 41° 18′ 22″ N, 1° 25′ 30″ E / 41.3061°N,1.42491°E 518.3 msnm |           |                     | Modifica les dades a Wikidata |

## polígon industrial
| imatge | Nom                                       | Ubicat a    | instància de       | Detalls | coordenades                                                         | Protecció | Commons (més fotos) | Dades a WD                    |
| ------ | ----------------------------------------- | ----------- | ------------------ | ------- | ------------------------------------------------------------------- | --------- | ------------------- | ----------------------------- |
|        | Polígon industrial Les Arenelles          | Vila-rodona | polígon industrial |         | 41° 17′ 41″ N, 1° 20′ 20″ E / 41.2946707366189°N,1.33878744951936°E |           |                     | Modifica les dades a Wikidata |
|        | Polígon industrial Les Planes de la Serra | Vila-rodona | polígon industrial |         | 41° 17′ 41″ N, 1° 20′ 47″ E / 41.2946732402241°N,1.34646679128368°E |           |                     | Modifica les dades a Wikidata |

## Misc
| imatge | Nom                             | Ubicat a | instància de                                  | Detalls                       | coordenades | Protecció                                  | Commons (més fotos)              | Dades a WD                    |
| ------ | ------------------------------- | --- | --------------------------------------------- | ----------------------------- | --- | ------------------------------------------ | -------------------------------- | ----------------------------- |
|        | Aqüeducte dels Ponts            | Vila-rodona | aqüeducte                                     | Estil: arquitectura popular   | | bé cultural d'interès local                |                                  | Modifica les dades a Wikidata |
|        | Carrer Esperanto                | Vila-rodona | carrer objecte Zamenhof-Esperanto             | Anomenat per: esperanto       | 41° 18′ 31″ N, 1° 21′ 26″ E / 41.308723°N,1.357171°E                                                             |                                            |                                  | Modifica les dades a Wikidata |
|        | Carrer Major                    | Vila-rodona | conjunt urbà                                  |                               | 41° 18′ 43″ N, 1° 21′ 31″ E / 41.31182098388672°N,1.3586210012435913°E ca:Carrer Doctor Ferrer                   |                                            |                                  | Modifica les dades a Wikidata |
|        | Casa de la Vila de Vila-rodona  | Vila-rodona | casa consistorial                             | 19th century                  | 41° 18′ 39″ N, 1° 21′ 28″ E / 41.310917°N,1.357818°E ca:Pl. dels Arbres, 7 255 msnm                              | bé integrant del patrimoni cultural català | Casa de la Vila (Vila-rodona)    | Modifica les dades a Wikidata |
|        | Columbari de Vila-rodona        | Vila-rodona | columbari                                     |                               | 41° 18′ 22″ N, 1° 21′ 23″ E / 41.3061°N,1.35627°E ca:Camí del Columbari                                          | bé cultural d'interès local                | Columbari de Vila-rodona         | Modifica les dades a Wikidata |
|        | Estela funerària del cementiri  | Vila-rodona | Estela discoïdal estela estela funerària      |                               | 41° 17′ 08″ N, 1° 21′ 49″ E / 41.285636°N,1.363594°E                                                             | bé integrant del patrimoni cultural català |                                  | Modifica les dades a Wikidata |
|        | Museu de la Vila de Vila-rodona | Vila-rodona | museu                                         |                               | 41° 18′ 38″ N, 1° 21′ 31″ E / 41.31044444444444°N,1.3586666666666667°E                                           |                                            |                                  | Modifica les dades a Wikidata |
|        | Pont del torrent del Mas Sarrà  | Vila-rodona | pont                                          |                               | 41° 18′ 53″ N, 1° 24′ 03″ E / 41.314861°N,1.400776°E ca:Al costat de la ctra. TV-2443, km 4,800                  | bé cultural d'interès local                |                                  | Modifica les dades a Wikidata |
|        | Portal d'en Parera              | Vila-rodona | porta de ciutat                               | Estil: arquitectura popular   | 41° 18′ 45″ N, 1° 21′ 34″ E / 41.312585°N,1.359317°E ca:Carrer de Sant Llorenç, 23-25                            | bé cultural d'interès local                | Portal d'en Parera (Vila-rodona) | Modifica les dades a Wikidata |
|        | Pou de la neu de Vila-rodona    | Vila-rodona | pou de neu                                    | Estil: arquitectura popular   | 41° 18′ 35″ N, 1° 21′ 18″ E / 41.309607°N,1.355116°E ca:A sota del camp de futbol municipal                      | bé cultural d'interès local                | Pou de la neu de Vila-rodona     | Modifica les dades a Wikidata |
|        | Torre d'en Bernat               | Vila-rodona | edifici residencial                           |                               | 41° 18′ 35″ N, 1° 21′ 18″ E / 41.30973434448242°N,1.3549250364303589°E ca:Al costat del camp de futbol municipal |                                            |                                  | Modifica les dades a Wikidata |
|        | Torre de Vilardida              | Vila-rodona | torre de defensa edifici històric             |                               | 41° 17′ 11″ N, 1° 21′ 49″ E / 41.2862546424014°N,1.36370806558126°E                                              |                                            |                                  | Modifica les dades a Wikidata |
|        | el Montmell-Marmellar           | el Montmell la Bisbal del Penedès Sant Jaume dels Domenys Castellví de la Marca Torrelles de Foix Sant Martí Sarroca Pontons Aiguamúrcia Vila-rodona | àrea protegida Pla d'Espais d'Interès Natural | 1992 Superfície: 9362.41836ha | 41° 20′ N, 1° 31′ E / 41.33°N,1.51°E                                                                             |                                            | El Montmell-Marmellar            | Modifica les dades a Wikidata |
|        | la Serra                        | Vila-rodona | antic assentament                             |                               | 41° 17′ 57″ N, 1° 21′ 20″ E / 41.299111111111°N,1.3555666666667°E                                                |                                            |                                  | Modifica les dades a Wikidata |
|        | plaça dels Arbres               | Vila-rodona | plaça                                         |                               | 41° 18′ 39″ N, 1° 21′ 29″ E / 41.31082°N,1.35817°E                                                               | bé integrant del patrimoni cultural català | Plaça dels Arbres (Vila-rodona)  | Modifica les dades a Wikidata |